# Селище (Валдайский район)
Селище — деревня в Валдайском районе Новгородской области. Входит в Едровское сельское поселение.
Расположена на реке Березайка в лесах в 21 км к юго-востоку от города Валдай, в 155 км от Великого Новгорода в 1 км от границы с Тверской областью.
Деревня связана автодорогой с посёлком-ЗАТО Озёрный (выход к автодороге «Россия»). Ближайшая ж.-д. станция находится в Едрово (10 км к северо-востоку, на линии Бологое — Валдай).

## Население
| 2010 |
| ---- |
| 36   |

По данным, приведенным в «Списках населенных мест Новгородской губернии. Валдайский уезд» (Новгород, 1909 г.) численность населения села Селище с погостом Селище и мельницей составляла 381 человека.

## История
В книге «Новгородский сборник» (издание Новгород. Стат. Ком-та, 1865 г.) упоминается в числе деревень прихода (Преображенской церкви) села Едрово как:
«… Селища при реке Березайке в 10 верстах от церкви на проселочной дороге, идущей к городу Осташкову; местность открытая и гористая, в ней живут корелаки; дворов 70…»
В 1888—1895 годах, в Селищах при попечении местного уроженца эконома Александро-Невской Лавры архимандрита Евгения и дворянки Н. А. Сапожниковой была построена кирпичная церковь в русско-византийском стиле. Главный храм в честь Александра Невского был освящен 20.08.1895 г. Церковь была закрыта около (до) 1930 года и сохранилась до наших дней в плачевном состоянии
В книге «Материалы для оценки земельных угодий Новгородской губернии. Валдайский уезд» (Новгород, 1902 год), имеются сведения о том, что в надел государственных крестьян деревни Селище входили:
1. Пустошь Кореневская, что прежде деревня Дорохово (под номером владения: 1) земли всего с неудобной 678,6 (дес.)
2. Деревня Селище с п-ми (пожнями) номер. Ген. межевания 228 земли всего с неудобной 1666,1 (дес.)
3. Пустошь Турцево (Еремеево, Летухино и Демидово) номер Ген. межевания 230, земли всего с неудобной 61,5 (дес.)
4. Пустошь Скоморохова (Тихорости) номер Ген. межевания 234, земли всего с неудобной 376, 8 (дес.)
5. Пустошь Песчаница и Лог (общества крестьян деревни Селище) номер Ген. межевания 285, земли всего с неудобной 23, 6[3]

В справочнике «Список населенных мест Новгородской губернии. Выпуск V, Валдайский уезд» Новгород, 1909 г., в списке населенных пунктов Едровской волости числятся:
№ 18. Селище с. (село); на землях Селищенского сельского общества. Число жителей: мужчин — 183, женщин — 191. Занятие жителей — земледелие. Село расположено на реке Березайка. В селе: школа, хлебозавозной магазин, 3 мелочные лавки.
№ 19. Селище пог. (погост); на церковных землях. Число жителей: мужчин — 3, женщин — 2. Занятие жителей — церковное служение. Расположен на реке Березайка. В погосте расположена церковь.
№ 20. Селище мельница; на землях И. И. Мельникова. Число жителей: мужчин — 1, женщин — 1. Занятие жителей: летом — мельничество, зимой — маслобитие и шерстобитие. Расположена на реке Березайка. Строения — мельница, маслобойня и шерстобитня.

## Известные уроженцы
Тарасов, Александр Осипович (1914—1998)  — советский и российский ботаник, доктор биологических наук.